# A Pungent and Sexual Miasma
 (mars 2017).
Si vous disposez d'ouvrages ou d'articles de référence ou si vous connaissez des sites web de qualité traitant du thème abordé ici, merci de compléter l'article en donnant les références utiles à sa vérifiabilité et en les liant à la section « Notes et références ».
Albums par Cradle of Filth
Orgiastic Pleasures Foul
(1992) Total Fucking Darkness
(1993)
Albums par Malediction
Promo Only Demo 3 1992
(1992) Chronicles of Dissention
(1993)
A pungent and sexual miasma est un split cassette très rare créé par les groupes de black metal britanniques Cradle of Filth et Malediction, à partir de démos studio et d'enregistrements publics, paru en 1992.

## Liste des titres
| 1. | So Violently Sick                                                      | Orgiastic Pleasures Foul | 5:35 |
| 2. | Funeral (enregistrement public à Ipswich, 13/03/1992)                  | Orgiastic Pleasures Foul | 4:01 |
| 3. | Dawn of Eternity (Cover)                                               | Massacre                 | 4:55 |
| 4. | Circle of Perversion                                                   | Invoking the Unclean     | 6:26 |
| 5. | Chewing on your Guts (enregistrement public à Reh, 03/03/1992)         | Invoking the Unclean     | 3:50 |
| 6. | Loathsome Fucking Christ (enregistrement public à Ipswich, 13/03/1992) | Invoking the Unclean     | 5:34 |
| 7. | Darkly Erotic                                                          | Orgiastic Pleasures Foul | 5:56 |
| 8. | This Fetid Dank Oasis (enregistrement public à Ipswich, 13/03/1992)    |                          | 5:17 |
| 9. | Our Father Which Art in Earth                                          | Orgiastic Pleasures Foul | 1:13 |

Note
Our Father Which Art in Earth a, en réalité, pour titre original Fou Winds Threaten.
| 1. | Mould of an Industrial Horizon (enregistrement public à Bradford, 18/04/1991) | 3:20 |
| 2. | Infestation                                                                   | 5:06 |
| 3. | Waste                                                                         | 2:29 |
| 4. | Longterm Result                                                               | 6:22 |
| 5. | System Fear                                                                   | 6:22 |
| 6. | Sick New Facts                                                                |      |
| 7. | Murdered from Within                                                          | 3:54 |

Note
Sick New Facts a été rebaptisé Insect in the Infrastrusture et sorti en 1991 sur le 7" Mold of an Industrial Horizon  (MBR Records).
Il existe deux versions de cette cassette (avec une réédition en septembre 1992). Les deux ont le même contenu musical, mais un artwork différent.